# Junge Landsmannschaft Ostdeutschland
La Junge Landsmannschaft Ostdeutschland est une organisation allemande d'extrême droite.

## Histoire
L'Association patriotique de Prusse-Orientale fonde la Junge Landsmannschaft Ostpreußen en 1991 à Wurtzbourg en tant qu'organisation de jeunesse officielle de l'Association. Elle est enregistrée en tant qu'association (VR 12582) auprès de l'Amtsgericht de Charlottenbourg le 31 juillet 1992.
Lors de l'assemblée générale de l'automne 1999 à Bad Pyrmont, l'ancien président de la section du Bade-Wurtemberg, Christian Schaar, est élu président à la surprise générale. En conséquence, en 2000, l'Association patriotique de Prusse-Orientale se sépare de la JLO en tant qu'organisation de jeunesse officielle, accusée d'être proche de l'extrême droite, et fonde la Bund Junges Ostpreußen en tant que nouvelle organisation de jeunesse. La justification officielle est l'élection des présidents des sections de Bavière et de Saxe-Basse Silésie au nouveau conseil d'administration, accusés d'attitudes anti-américaines (Bavière) et de contacts avec le NPD.
En novembre 2006, sous la pression de l'Association patriotique de Prusse-Orientale, elle est rebaptisée Junge Landsmannschaft Ostdeutschland.

## Objet
La JLO se décrit comme une « organisation de la nouvelle génération pour les expulsés » qui protège le patrimoine culturel en tant que « gardien des intérêts est-allemands et panallemands ». Elle se considère comme « une communauté de jeunes qui se sentent liés à la province de Prusse-Orientale par l'ascendance familiale, un sentiment d'unité nationale ou un engagement envers l'héritage intellectuel et moral de la Prusse-Orientale ». Elle appelle à « l'ensemble des droits des groupes ethniques pour les Allemands dans leurs zones d'implantation traditionnelles » et préconise « une réflexion sur les traditions intellectuelles et morales positives de la Prusse ».

## Politique
Officiellement, le JLO est indépendant de tout parti. Les critiques le décrivent comme l'organisation de façade du NPD. Le président fédéral de l'organisation de jeunesse NPD, les Junge Nationalisten, Stefan Rochow, fut auparavant vice-président fédéral du JLO. Le président de l'AfD de Brandebourg, Andreas Kalbitz, fut également membre de la JLO et écrivait pour l'organe Fritz.
La célébration annuelle organisée par la JLO pour le bombardement de Dresde pendant la Seconde Guerre mondiale, qui est déposée chaque année par le cadre de la JLO Alexander Kleber, est un événement auquel se joint le NPD.